# Zygfryd Korpalski

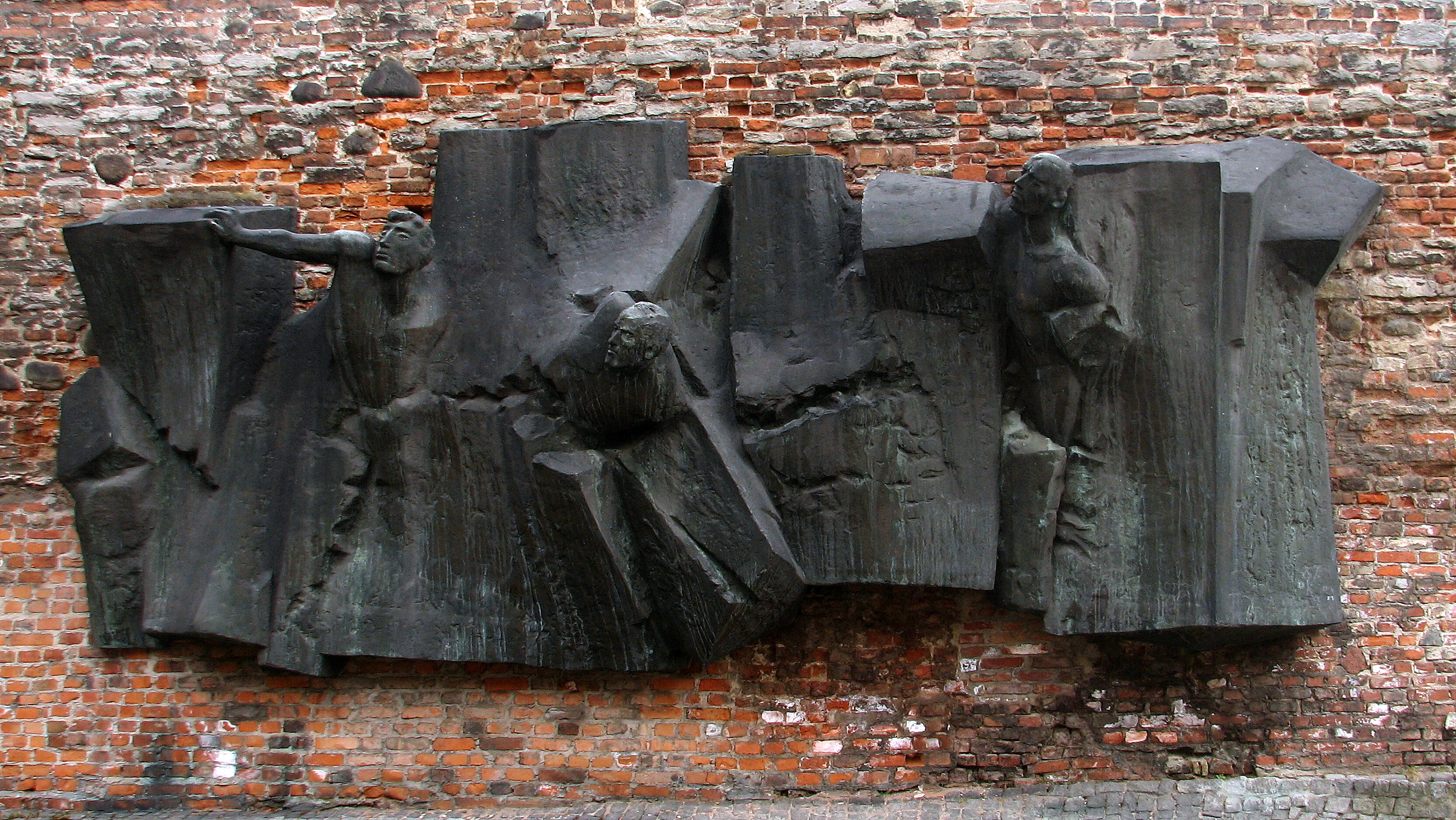
Brązowe epitafium na murze dawnego dziedzińca Poczty Polskiej w WM Gdańsku, autorstwa Marii i Zygfryda Korpalskich

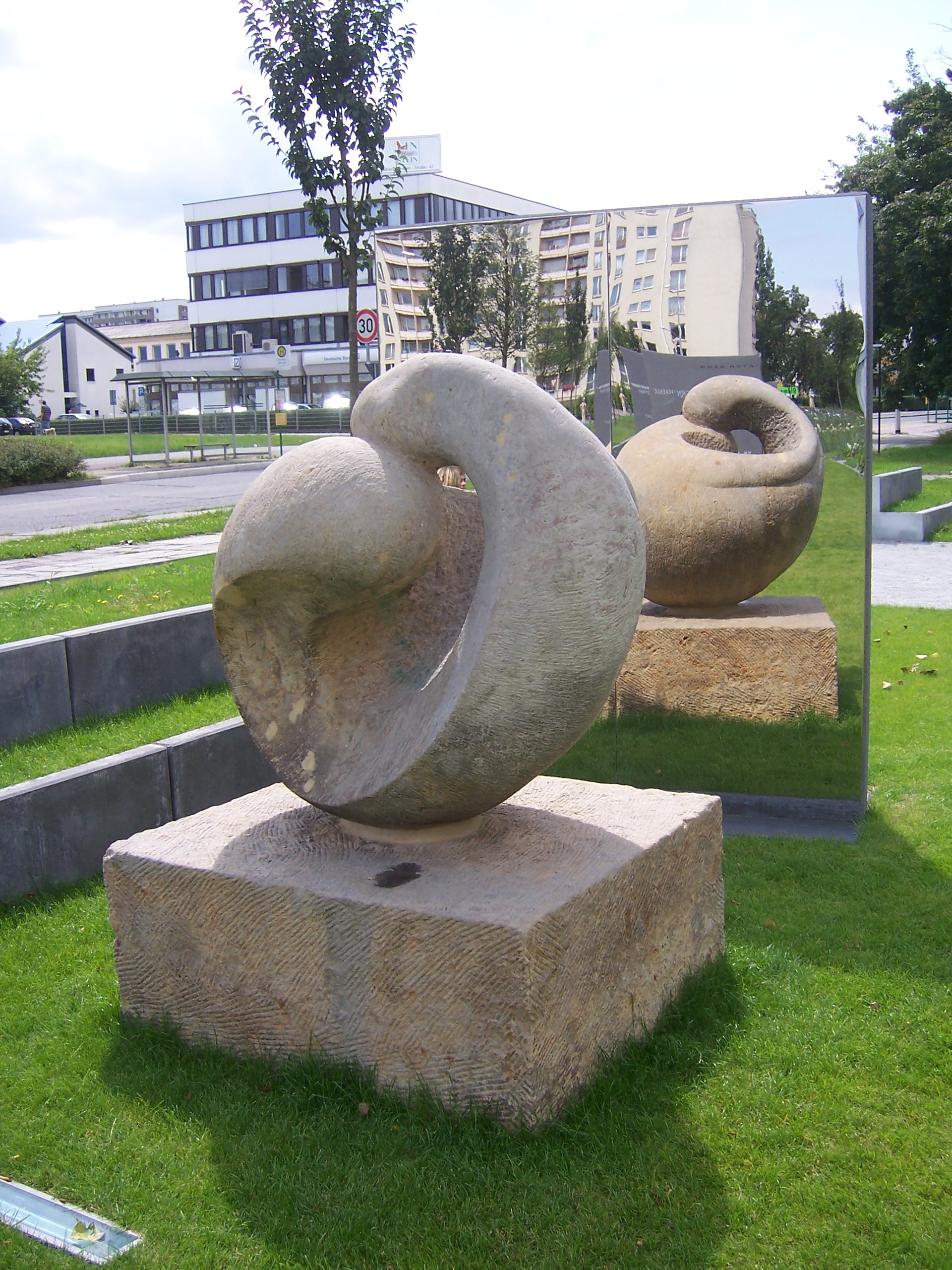
Zygfryd Korpalski. „Ewolucja”, Hoyerswerda, Niemcy

Zygfryd Stanisław Korpalski (ur. 24 kwietnia 1930 w Tczewie, zm. 13 czerwca 2020 w Gdyni) – polski rzeźbiarz.

## Życiorys
Syn Janiny  (1901–1995) i Ignacego (?–1939 ). Ukończył w 1950 roku Państwowe Liceum Sztuk Plastycznych w Gdyni-Orłowie. Rozpoczął studia artystyczne w Państwowej Wyższej Szkole Sztuk Plastycznych w Gdańsku na Wydziale Rzeźby, w pracowni profesora Stanisława Horno-Popławskiego. W latach 1948–1952 był członkiem ZMP, a od 1952 roku należał do PZPR. W latach 1952–1958 kontynuował studia w Akademii Sztuk Pięknych w Leningradzie u profesora Lisowa, gdzie uzyskał dyplom w 1958 roku. W latach 1958–1966 był nauczycielem w Liceum Plastycznym w Gdyni.
Brał udział w odbudowie Gdańska. Odtwarzał zniszczone lub utracone bezpowrotnie elementy kamieniarsko-metaloplastycznego wyposażenia wielu historycznych budowli Głównego i Starego Miasta.
Uprawiał rzeźbę pomnikową, płaskorzeźbę i medalierstwo. Był działaczem Związku Polskich Artystów Plastyków okręgu gdańskiego. Od 1962 roku brał udział w wystawach i konkursach krajowych i zagranicznych - w Czechosłowacji, NRD, RFN, Norwegii, Bułgarii i ZSRR.
Żonaty z Marią Antoniną z domu Talaga (1946–2013).
Zmarł w Gdyni, pochowany 19 czerwca 2020 obok matki na cmentarzu komunalnym w Małym Kacku (sektor 21-8-37_1).

## Ważniejsze realizacje[potrzebnyprzypis]
- prace rekonstrukcyjne i rzeźbiarskie na Głównym i Starym Mieście w Gdańsku, m.in.:
- Koń na Domu Harcerza[8]
- liczne portale i elementy rzeźbiarskie na:
  - ul. Św. Ducha
  - ul. Długiej i Długim Targu (Pelikan)
  - ul. Mariackiej (przedproża, Putta, rzygacze)
  - ul. Chlebnickiej i ul. Piwnej (przedproża i wszystkie rzygacze)
  - ul. Stągiewnej (herby gdańskie na baszcie „Stągwie Mleczne”, rzeźby wieńczące portale spichlerzy „Mleczarka” i „Kosiarz”, portret płaskorzeźba na kamienicy banku pocztowego, liternictwo)

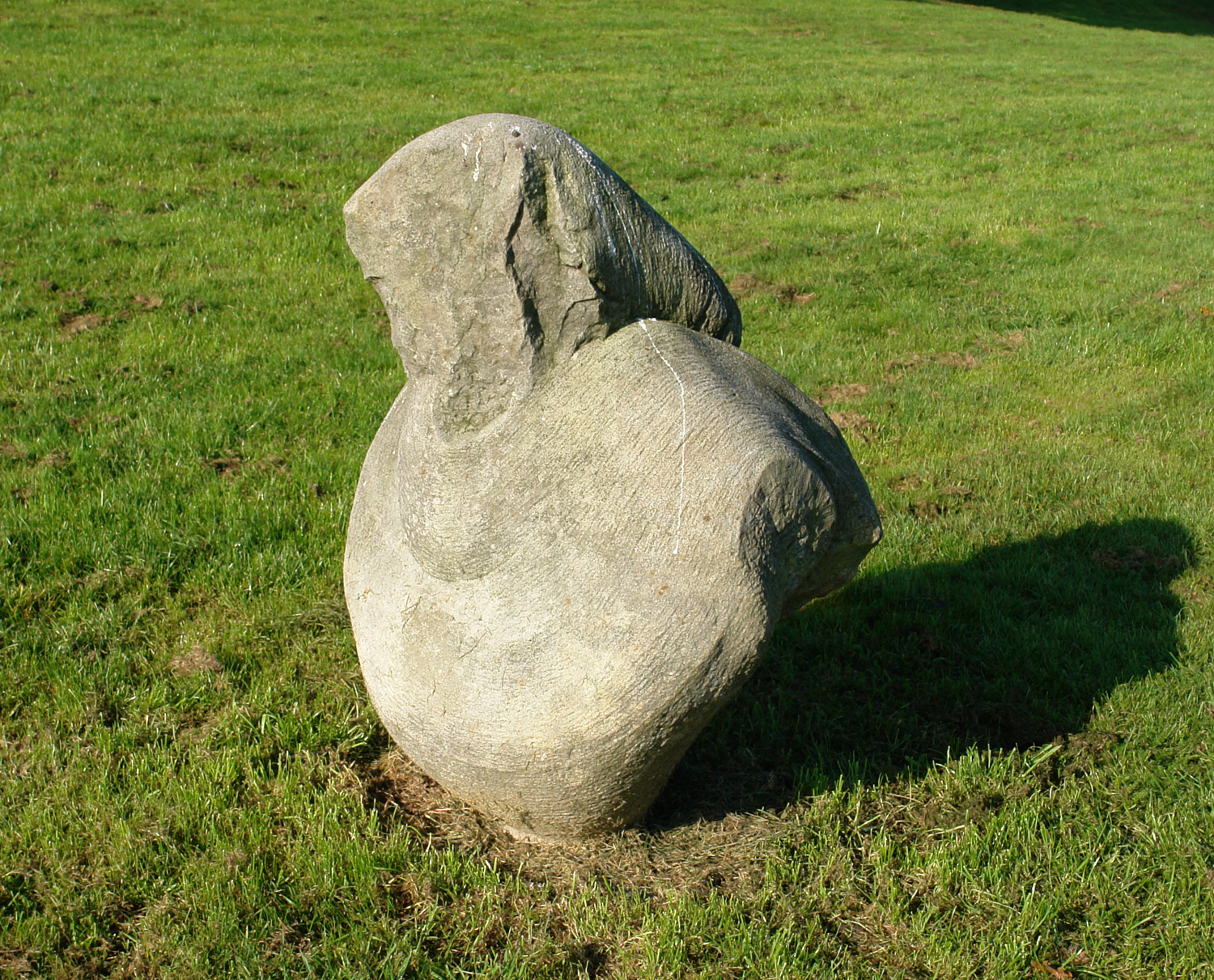
„Tide – przypływ, odpływ”, Brema, RFN

- tablica poświęcona „Bojownikom o Polskość Warmii i Mazur”[9] – Zamek Kapituły Warmińskiej w Olsztynie
- popiersie Stanisława Staszica, Kwidzyn, 1963
- „Rodzina- kompozycja”, Jastrzębia Góra, 1965
- „Ławica – kompozycja”, Gdańsk, 1967
- tablica upamiętniająca „Walkę Marynarzy PMH w II wojnie światowej” – hall gmachu PLO w Gdyni[10]
- „Pomnik Walczących o Polskość Ziemi Złotowskiej”[11] – Zakrzewo (praca zbiorowa)
- pomnik „Leśnika” – nad jeziorem Osuszyno w Szarlocie k. Kościerzyny, 1971
- upamiętnienie przełamania „Wału Pomorskiego” – akcenty rzeźbiarskie w wielu miejscowościach
- Urna mjr. Henryka Sucharskiego, Gdańsk – Westerplatte, 1971
- „Symfonia Bałtyku” Vyšné Ružbachy, Słowacja, 1972
- „Kształtowanie – Narodziny Wenus”, Gdańsk – Park Oliwski, 1976
- popiersie Aleksandra Majkowskiego, Kartuzy, 1977
- Epitafium poświęcone obrońcom Poczty Polskiej w Gdańsku, 1979
- „Ewolucja” plener Hoyerswerda, NRD, 1985

- „Tide – przypływ, odpływ”, Brema, RFN, 1986
- tablica w hołdzie ziemi dżamnagarskiej, Balachadi, Indie, 1987[12]
- Cmentarz Nieistniejących Cmentarzy Gdańsk, ul. 3 Maja, realizacja 2002. Zespół autorski: Hanna Klementowska, Jacek Krenz, współpraca: Katarzyna Bogucka-Krenz, Michał Krenz, Andrzej Wójcicki, rzeźbiarze: Zygfryd Korpalski, Witold Głuchowski[13]
- popiersie Stefana Michalaka, założyciela Akademii Medycznej w Gdańsku, Gdańsk, 2006[potrzebny przypis]
- głowa kpt. Karola Olgierda Borchardta znajdująca się na nagrobku na cmentarzu Witomińskim (kwatera S 839A przy Czarnej Drodze), 2012[14]

## Odznaczenia
- Złoty Krzyż Zasługi
- Medal Księcia Mściwoja II (2013)[6]
- Odznaka „Zasłużony Działacz Kultury”[potrzebny przypis]
- Odznaka honorowa „Zasłużonym Ziemi Gdańskiej”
- Honorowa odznaka Rady Ochrony Pomników Walki i Męczeństwa Koszalina i Gdańska

## Nagrody
- Nagroda Miasta Gdańska w Dziedzinie Kultury „Splendor Gedanensis” (1984)[15]

- Udział w wystawach i konkursach krajowych i zagranicznych od roku 1962[potrzebny przypis]:
  - w konkursie na „Medal XXV-lecia Wyzwolenia Gdańska” – II nagroda i realizacja
  - na pomnik „Chana Asparucha” w Bułgarii – zakup części projektu
  - na medal „Lenin i Jego Idea” – III nagroda (zakup przez Muzeum Lenina w Warszawie)
  - na pomnik Józefa Wybickiego w Kościerzynie – wyróżnienie
  - w wystawie „Rzeźba i Kwiaty”, Berlin – nagroda (zakup rzeźby pt. „On i Ona”)
  - „Ogólnopolska Wystawa Rzeźby w XXX-lecie PRL”, Sopot – nagroda (medal za pracę „Ewolucja”)